# Bullet with Butterfly Wings
«Bullet with Butterfly Wings» es tal vez la canción más popular de la banda estadounidense The Smashing Pumpkins, a pesar de que fue grabada durante el periodo del Siamese Dream, hizo su aparición en el disco Mellon Collie and the Infinite Sadness.

## Sencillo
El sencillo de esta canción tiene dos versiones:

### Bullet with Butterfly Wings - Sencillo
1. «Bullet with Butterfly Wings»
2. «...Said Sadly»

### Bullet with Butterfly Wings - Box Set
1. «Bullet with Butterfly Wings»
2. «...Said Sadly»
3. «You're All I've Got Tonight»
4. «Clones (We're All)»
5. «A Night Like This»
6. «Destination Unknown»
7. «Dreaming»

- Esta versión del sencillo aparece en el box set The Aeroplane Flies High.

## Video
El video fue dirigido por Samuel Bayer, quien dirigió también el videoclip de «Smells Like Teen Spirit» de Nirvana. Billy Corgan aparece con la famosa camiseta de Zero.

## Otros usos
Esta canción ha sido usada por canales de televisión como Animal Planet para su exitosa serie Whale Wars, en el que se relatan la Operación Migaloo (2007-2008) y la Operación Musashi (2008-2009) de la Sea Shepherd Conservation Society, convirtiéndose así en una especie de himno de la organización dirigida por el Capitán Paul Watson.